# チャイナ・ガール (1987年の映画)
『チャイナ・ガール』（China Girl）は、1987年にアメリカ合衆国で製作された映画である。独立系映画監督のアベル・フェラーラが監督し、その長年のパートナーであるニコラス・セント・ジョンが脚本を担当した。

## ストーリー
『チャイナ・ガール』は、『ロミオとジュリエット』を現代風にアレンジした作品である。1980年代のマンハッタンを舞台に、リトル・イタリー出身の10代の少年トニーとチャイナタウン出身の10代の少女タイとが恋に落ちる一方で、双方の兄がギャングの抗争に巻き込まれてゆく。
また、1957年に発表されたミュージカル『ウエストサイド物語』との類似性も指摘されている。この作品もまた『ロミオとジュリエット』を原作とし、マンハッタンの民族間で対立するギャングが描れており、主人公の名前が同じくトニーである。

## 公開
この映画は1987年9月25日に193館で劇場公開され、オープニングの週末に53万1,362ドルの興行収入を記録した。この映画のアメリカ国内の累計興行収入は126万2,091ドルである。
劇場公開後、ベストロン・ビデオ社からビデオカセットが発売された。DVDはリージョン2（ヨーロッパ・中東・日本など）のもののみ発売されている。

## キャスト
- リチャード・パネビアンコ（ドイツ語版） - トニー(Tony)
- サリー・チャン - タイ・アン(Tye)
- ジェームズ・ルッソ - アルビー(Alby)
- ラッセル・ウォン - Yung Gan
- デヴィッド・カルーソ - マーキュリー(Mercury)
- ジョーイ・チン - シュウ・シン(Tsu Shin)
- ジュディス・マリナ - Mrs. Monte
- ジェームズ・ホン - Gung Tu
- ロバート・ミアノ - Enrico Perito
- ポール・ヒップ（英語版） - Nino
- Doreen Chan - Gau Shing
- ランディー・サブサワ - Ma Fan
- Keenan Leung - Ying Tz
- Lum Chang Pan - Da Shan
- Sammy Lee - Mohawk

## 評価
『バラエティ』誌の編集者は、本作について「『チャイナ・ガール』は、ニューヨークのチャイナタウンとリトル・イタリーという隣接したコミュニティの間で起こる（架空の）ギャングの抗争を中心とした、妥協を許さない見事な演出のドラマであり、ロマンスである」とし、特にラッセル・ウォンとジョーイ・チンの演技について「ラッセル・ウォン（シャツの広告モデルのようなハンサムさ）と相方のジョーイ・チンは、中国人ギャングの若いリーダーとして場面を支配している」と評価している。
『タイムアウト』誌はこの作品について、「エクスプロイテーション映画であり、タフでスタイリッシュだが、痛々しいほど判断を誤った『ロミオとジュリエット』の再構築である。イタリア人（パネビアンコ）と中国人女性（チャン）の異人種間の恋愛がきっかけとなり、対立する10代のギャングが争う。フェラーラはチャイナタウンとリトル・イタリーというロケーションを見事に使いこなし、振り付けされたバイオレンスをいつものように筋肉隆々で表現している」と評し、「この脚本の大きな強みは、3つの世代を共存させていることである。長老とその野心的な息子たちは、家族よりも金を優先して、争う若者たちと共謀しているのが見て取れる」と述べている。
『シカゴ・リーダー』紙のジョナサン・ローゼンバウムは、本作の撮影とアクションシーンを称賛し、「ボジャン・バゼリのロケ撮影は光り輝いていて刺激的であり、ニコラス・セント・ジョンの脚本で描かれた戦いはかなり複雑である」と述べている。